# Nadčlovek (drama)
Nadčlovek je drama slovenskega dramatika Antona Novačana, napisana leta 1939 in objavljena v Ljubljanskem zvonu. Enodejanko uvaja prolog, zaključuje pa jo epilog.

## Osebe
- Zdravnik,
- Filozof,
- Duhovnik,
- Črna in Rdeča dama,
- politiki, bankirji, boljševiki,
- Opice (bivši nadljudje),
- Blaže in Nežica (prava človeka).

## Vsebina
Nadljudje se borijo proti smrti in iščejo kraj, kjer bi se ohranili, kolikor se sploh lahko, kajti počasi se bodo spremenili v opice. Le Duhovnik in Boljševik se ne spremenita, Duhovniku to onemogoča vera, Boljševiku pa osebni nauk. Filozof si izmisli idejo o nadčloveku, Politik pa uresniči idejo o vojnah, Bankir se spremeni v opico. Nastali pa so ljudje, ki so bili brez vere v Boga.  
Ljudje se bojijo, da jim bo zmanjkalo hrane, zato se odločijo zastrupiti opice. Na koncu se zastrupijo vsi razen Blažeja in Nežice. Nastane človek, ki je očiščen, in prične z molitvijo.